# Andrzej Szłapa
Andrzej Szłapa (ur. 19 czerwca 1975 w Tychach) – polski piłkarz, futsalista, trener. Uczestnik Euro 2001. Sześciokrotny mistrz Polski.

## Przebieg kariery
Swoją przygodę z piłką rozpoczął w roku 1992 zostając piłkarzem GKS-u Tychy. W swoim macierzystym klubie rozegrał trzy sezony skąd trafił do MK Górnik Katowice. W 1998 roku został zawodnikiem Szombierek Bytom. W tym samym sezonie trafił do MKS Myszków, a później do Polonii Bytom. Po dwóch sezonach w Polonii trafił na trzy sezony do Podbeskidzie Bielsko-Biała. Następnym zespołem Szłapy był  GKS Tychy '71. Rozegrał tam niecały sezon i przeszedł do Sokołu Zabrzeg.
Szłapa przez prawie 10 lat występował w Clearexie Chorzów. Przez dwa sezony był zawodnikiem Wisły Kraków. Potem występował w Rekordzie Bielsko-Biała, w którym został także rolę asystenta trenera. Wystąpił w 87 meczach reprezentacji Polski, w której pełnił funkcję kapitana. Wziął udział Euro 2001. Andrzej Szłapa sześciokrotnie zdobywał tytuł mistrza Polski, pięciokrotnie Puchar Polski, trzykrotnie Superpuchar Polski. Pięć razy był wicemistrzem Polski.
29 marca 2024 roku został wybrany trenerem reprezentacji Polski w piłce nożnej plażowej.

## Sukcesy
- Clearex Chorzów
  - Mistrzostwo Polski: 
    -  1999/2000, 2000/2001, 2001/2002, 2005/2006, 2006/2007
    -  2002/2003, 2003/2004, 2004/2005
    -  2007/2008

  - Puchar Polski:
    -  2000/2001, 2001/2002, 2003/2004

  - Superpuchar Polski:
    -  2007

  - Puchar UEFA:
    - Udział w turnieju finałowym (TOP 8) 2001/2002

  - Puchar Ligi:
    -  2003/2004
- Wisła Krakbet Kraków
  - Mistrzostwo Polski: 
    -  2010/2011, 2011/2012

  - Puchar Polski:
    -  2010/2011

  - Superpuchar Polski:
    -  2011
- Rekord Bielsko-Biała
  - Mistrzostwo Polski: 
    -  2013/2014

  - Puchar Polski:
    -  2012/2013

  - Superpuchar Polski:
    -  2013